# 小美人鱼 (1989年电影)
《小美人魚》是於1989年由華特迪士尼動畫所製作的第28部經典動畫電影長片，改編自丹麥作家漢斯·克里斯蒂安·安徒生於1836年發表的童話作品《美人魚》。講述一位名叫愛麗兒的人魚公主因愛上一位人類王子與女巫達成交易變成人類的故事，該部電影由約翰·馬斯克和 羅恩·克萊門茨執導，配音陣容包含茱蒂·班森、克里斯托弗·丹尼尔·巴尔奈斯、帕特·卡洛、山姆·E·懷特、傑森·馬丁、露西兒·布里斯、肯尼斯·馬斯、巴迪·哈克特等人，亚伦·孟肯負責該部作品的音樂製作。
過去，華特·迪士尼曾計劃將《美人魚》以及安徒生其他故事的擬議作為潛在新片企劃的主題，但最終取消了該項目。1985年，克萊門茨和馬斯克在製作《妙妙探》時決定改編這個童話故事，並向時任迪士尼工作室主席杰弗瑞·卡森伯格提議，起初由於故事與1984年電影《美人鱼》的擬議續集過於相似而遭到拒絕，但最終則批准了該企劃。在 卡森伯格的監督下，當製作人在製作《奧麗華歷險記》時，決定將該片具有的百老匯風格結構挪用自《小美人魚》中。
《小美人魚》於1989年11月17日在影院上映，並獲得了廣大好評，除了動畫、音樂和角色贏得了讚譽外，該部電影也取得了商業上的成功，在其首次上映期間獲得了8400萬美元的全美票房和2.35億美元的全球票房。《小美人魚》的成功，給予了迪士尼在1980年代初期長篇動畫所遭受一連串的失敗與批評後重獲新生的機會。該片它也標誌著被視為迪士尼文藝復興的起始作，這部電影隨後獲得了兩項奧斯卡最佳原創配樂和最佳原創歌曲獎（《Under the Sea》）。2022年12月，美國國家電影保護局宣佈將該片列入國家影片登記表永久保存。

## 故事大綱
十六歲的人魚公主愛麗兒是人魚王國的國王——川頓最小的女兒，她厭倦了每天在海底的生活，並且對人類世界充滿了好奇心。她與最要好的朋友小比目魚，時常在一起收集人類掉落到海底的文物。有時她和小比目魚會偷偷游到海面去找海鷗史考托，向牠詢問有關她所找到人類文物的功用——即使史考特總是提供愛麗兒錯誤的資訊。愛麗兒的父親——人魚王國的國王——川頓，禁止人魚與人類一切的接觸，但小女兒愛麗兒卻對人類充滿好奇，令川頓非常頭痛，於是派宮中的音樂大臣螃蟹賽巴斯丁監視愛麗兒的一舉一動。
賽巴斯丁偷偷跟蹤意外發現愛麗兒的收藏寶穴，更發現愛麗兒與小比目魚又偷偷游到海面，正巧遇到在海面上一艘慶祝王子艾瑞克生日的船隊。此時突然發生了暴風雨，閃電擊中了船身。在一陣混亂中，愛麗兒救起了落水昏迷的艾瑞克，並把艾瑞克送回了岸邊。愛麗兒見到艾瑞克後便一見鍾情，並在艾瑞克意識模糊不清的狀態下唱了一首情歌獻給他。這時眾人已趕到海邊發現了艾瑞克，愛麗兒只能匆匆游回海底。艾瑞克從此在心中便留下了美妙嗓音女孩的印象，並且發誓一定要找到這個女孩。自從愛麗兒遇到艾瑞克王子後，川頓國王察覺了愛麗兒的異狀，便詢問賽巴斯丁，緊張的賽巴斯丁不小心透露了愛麗兒救人類的事，川頓國王一氣之下將愛麗兒的收藏摧毀殆盡，連最心愛的王子雕像也被粉碎。
愛麗兒對父親的態度與作為感到傷心欲絕，此時她受了擁有八爪章魚腳的女巫烏蘇拉的蠱惑，為了到陸地找尋艾瑞克，不顧賽巴斯丁的阻止，和烏蘇拉交換條件。烏蘇拉要愛麗兒用她美妙的聲音來換取人類的雙腿，並把愛麗兒的聲音收藏在一個貝殼項鍊之中。她告訴愛麗兒，只要愛麗兒在變成人類的第三天太陽下山之前得到艾瑞克的真愛之吻，愛麗兒便可以永遠變成人類。但如果沒有便要一生一世成為烏蘇拉的收藏。變身成人類、失去聲音和水下呼吸能力的愛麗兒經由小比目魚和賽巴斯丁護送登上海岸、和史考托交流後，艾瑞克因為對於自己意識朦朧間遭遇的美妙嗓音女孩念念不忘，偕同愛犬英國古代牧羊犬麥克斯在海岸散步，遇見僅用帆布和繩索蔽體的愛麗兒，起先艾瑞克誤認愛麗兒不是她要找的女孩感到失望，但後來認為她經歷了某些事情，遂親自將她帶往自己的城堡安置。如願和艾瑞克重逢的愛麗兒，不但獲得艾瑞克的收留、在艾瑞克和後者的僕人們的指導下學習人類社會相關常識，還和對方交流甚歡，與此同時賽巴斯丁、小比目魚、史考托因為關切著愛麗兒踏上陸地後的狀況，暗地尾隨理解愛麗兒的處境。
賽巴斯丁對愛麗兒為了成為人類和烏蘇拉交易、自己差點成為人類盤中料理的際遇頗為不滿，但為了促成愛麗兒與艾瑞克接吻，仍舊傳授她吸引艾瑞克注目的神態與舉止。同一時間，川頓為了愛麗兒和賽巴斯丁失蹤一事焦躁不安，下令王國人員尋找兩者的下落。在賽巴斯丁的幫忙下，愛麗兒在成為人類的第二天跟著艾瑞克出遊期間，幾乎快要和艾瑞克接吻，卻被烏蘇拉的手下搗亂阻止了。烏蘇拉決定利用和愛麗兒交換來的聲音變成了一位美女凡妮莎來迷惑艾瑞克，並在第三天要和艾瑞克結婚，讓愛麗兒傷心不已，正當烏蘇拉待在婚禮客船的附設房間準備梳妝打扮、為自己將要實現統治人魚王國和海洋的野心而沾沾自喜時，不巧被聽見歌聲而躲在窗口旁偷窺的史考托看見烏蘇拉投射在鏡子裡的真面目，令史考托連忙趕往愛麗兒的身邊告知真相。在婚禮上，賽巴斯丁、小比目魚、史考托和他們的動物朋友故意破壞了烏蘇拉的婚禮，並且讓烏蘇拉脖子上收藏愛麗兒聲音的貝殼項鍊掉落在地上化成碎片，正巧就掉在趕到船上的愛麗兒的腳邊，並讓愛麗兒恢復了說話能力，同時受迷惑的艾瑞克也恢復了神智，並認出愛麗兒就是當時在船難事件拯救他的女孩。
但此時太陽已下山，愛麗兒變回人魚的型態，現出原形的烏蘇拉便強行擄走了愛麗兒。川頓國王為了救回愛女，決定代替愛麗兒承受契約內容，成為烏蘇拉的收藏品。作為人魚王國權勢象徵、俱備魔力的三叉戟落入烏蘇拉手中，得到力量的烏蘇拉隨即宣布自己成為海底王國的女王。這時艾瑞克為了搭救愛麗兒，俯衝游入海底，並向烏蘇拉投擲了魚叉。被激怒的烏蘇拉把自己的身體巨大化，並掀起劇大漩渦，海底廢船因此浮出海面，正當烏蘇拉準備攻擊愛麗兒時，艾瑞克急中生智，爬上廢船並利用漩渦的力量，把尖銳的船桅對準巨大化烏蘇拉的身體，將她刺死。烏蘇拉死後，契約解除，三叉戟回到恢復原型的川頓國王的手中，原本被烏蘇拉囚禁的子民重新變回人魚。川頓國王看著愛麗兒是如此深愛著艾瑞克，決定放手讓其追求自己的幸福，便用手中的三叉戟將愛麗兒變成人類。最後在眾人祝福下，愛麗兒與艾瑞克終於結婚，從此過著幸福快樂的生活。

## 配音員
| 配音                                     | 配音                             | 配音                | 配音                                                                                             | 角色 TV                                                                 |
| 英語                                     | 國語                             | 粵語                | 大陆国语                                                                                         | 角色 TV                                                                 |
| ---------------------------------------- | -------------------------------- | ------------------- | ------------------------------------------------------------------------------------------------ | ----------------------------------------------------------------------- |
| 茱蒂·班森                                | 宋文                             | 朱妙蘭 鄺美雲（唱） | 刘畅韵 李潇潇（唱）                                                                              | 愛麗兒公主（Princess Ariel）                                            |
| 克里斯托弗·丹尼尔·巴尔奈斯               | 姜先誠                           | 黃健強              | 陈浩                                                                                             | 亞力克王子（Prince Eric）                                               |
| 帕特·卡洛 茱蒂·班森（凡妮莎（Vanessa）） | 姜瑰瑾 宋文（薇妮絲（Vanessa）） | 肥媽                | 晏积暄                                                                                           | 烏蘇拉（Ursula）                                                        |
| 山姆·E·懷特                              | 佟紹宗 謝文德（唱）              | 黃兆強              | 陆揆                                                                                             | 沙巴信（Sebastian）/賽巴斯汀                                            |
| 傑森·馬丁                                | 王華怡                           | 鄧肇基              | 李逸飞                                                                                           | 小比目魚 (Flounder）                                                    |
| 肯尼斯·馬斯                              | 陳明陽                           | 盧雄                | 陆建艺                                                                                           | 川頓國王（King Triton）                                                 |
| 巴迪·哈克特                              | 沈光平                           | 張炳強              | 茅菁                                                                                             | 史卡托（Scuttle）                                                       |
| 班·懷特                                  | 胡立成                           | 梅欣                | 赵晓明                                                                                           | 吉姆（Grimsby）                                                         |
| 佩蒂·愛德華茲                            | 王景平                           |                     | 叶宝华                                                                                           | 胡善與賈善（Flotsam and Jetsam）                                        |
| 伊迪·迈克莱尔                            | 鄭仁麗                           | 陶碧儀              |                                                                                                  | 卡洛女傭（Carlotta the Maid）                                           |
| 金米·羅伯特森                            |                                  |                     |                                                                                                  | 愛德莉娜、愛麗絲塔、愛德拉與愛拉娜（Andrina, Arista, Adella and Alana） |
| 卡洛琳·威斯克                            |                                  |                     |                                                                                                  | 愛奎娜與愛蒂娜（Aquata and Attina）                                     |
| 威爾·萊恩                                | 使用原音                         | 使用原音            | 使用原音                                                                                         | 哈羅德（Harold the Seahorse）                                           |
| 法蘭克·華爾克                            | 使用原音                         | 使用原音            | 使用原音                                                                                         | 麥克斯狗與格拉特（Max the Sheepdog and Glut）                           |
| 雷內·奧柏戎諾瓦                          | 白玉璽                           | 黃韻材              | 凌云                                                                                             | 路易斯主廚（Chef Louis）                                                |
|                                          |                                  |                     | 王凯 常进 林兰 伍凤春 张云明 胡静 梁子 阿娇 李本华 周原 梁子 张石荻 胡维纳 李新京 贝贝 戈飞 赵靖 |                                                                         |

## 評價
| 媒體           | 累積評分 |
| -------------- | -------- |
| AllMovie       | [ 5 ]    |
| Metacritic     | 7.7 / 10 |
| MUBI           | 6.7/10   |
| 爛番茄         | 93/ 100  |
| 網路電影資料庫 | 7.6/ 10  |

《小美人魚》整體獲得評論家的正面評價，爛番茄根據71條專業評論，獲得93%新鮮度，平均得分8.2/10，網站共識評價寫道：「《小美人魚》以溫暖迷人的手繪角色和朗朗上口的音樂序列，開啟了迪士尼動畫的新黃金時代。」。Metacritic則依據24條評論，獲得加權平均分數88分（滿分100分），代表「普遍讚譽」和獲得「必看佳作（Must-See）」標籤。
隨著時代推進，電影裡愛麗兒為了踏進人類世界、用聲音換取人類雙腿的橋段，被部分女性主義者視為具有爭議的行動，例如美國女演員兼歌手、詞曲作者伊迪娜·曼佐便曾對小美人魚為了一名男性放棄自己的聲音的橋段表達擔憂，英國女演員綺拉·奈特莉在2018年的訪談稱自己禁止女兒觀賞包含本片在內所有迪士尼公主電影，原因是認為電影裡教導女孩們要依賴男人或為他們放棄太多事物。美國女歌手黛咪·洛瓦托也在2014年的採訪中對此提出批評，在本片擔任愛麗兒聲演的茱蒂·班森回應道：「任何真正相信愛麗兒為男人放棄聲音的人，都沒有留意電影的前15分鐘。愛麗兒的夢想是成為人類，她唱著『我想成為那個世界的一部分』，然後她墜入愛河」。影視作家喬治亞·埃斯派奈爾（ Georgia Aspinaill）則撰文總結道：「當涉及到他們最喜歡的電視節目和電影時，孩子們能夠進行某種程度的批判性分析——尤其是當您與他們就此進行對話時。與其完全禁止流行文化中任何具有性別歧視主題的事物（老實說，這是不可能堅持的），不如問問他們最喜歡的角色是對還是錯？這類對話肯定更有價值，鼓勵孩子們批判性地思考當今世界仍然普遍存在的性別歧視，而不是阻止他們欣賞一部真正偉大、鼓舞人心的電影。」。

## 得獎記錄
奧斯卡金像獎
- 最佳原創音樂獎(Original Score)
- 最佳歌曲獎(Best Song)-"Under the Sea"

金球獎
- 最佳原創音樂獎(Original Score)
- 最佳歌曲獎(Best Song)-"Under the Sea"

葛萊美獎
- 最佳影視媒體作品歌曲-"Under the Sea"

## 續作

### 電視影集
1992年開始，迪士尼公司製作的小美人魚電視影集開始在美國迪士尼频道播出，共30集。影集後來在中國小神龍俱樂部、臺灣迪士尼頻道都有播出。電視原聲帶《水中游》（Splash Hits）在臺灣與大陸由滾石發行，均已經絕版。

### 續集電影
2000年9月19日，《小美人魚2：重返大海》（The Little Mermaid II: Return to the Sea），DVD已經由博偉在臺灣發行，中文版VCD也由中錄德加拉在大陸發行了。小美人魚2：重返大海的電影原聲帶已經在臺灣發行，現已絕版。
2008年8月26日，《小美人魚3：回到當初》（The Little Mermaid: Ariel's Beginning），在美國以DVD的方式發行，此部DVD以小美人魚前傳的方式鋪陳，內容敘述愛麗兒之前在海底的生活。臺灣已經由博偉在2008年10月31日發行DVD。

### 真人电影
2018年12月，勞勃·馬歇爾宣布成為《小美人魚》真人改編電影的導演。2019年7月，迪士尼影業宣佈主角愛麗兒公主將會由年僅19歲的美國歌手海莉·貝莉出演。此舉隨後引起了兩極的反應。同年8月，人氣偶像哈利·史泰爾斯表示自己很喜歡美人魚這個故事，但卻不適合演出艾力王子，因而婉拒出演王子一角。 11月，王子最終定為24歲英國新秀演員喬納·霍爾-金。2020年3月，迪士尼官方宣佈由於新冠病毒疫情的影響，將會取消真人版電影的所有拍攝工作。直至同年6月，獲准復工開拍。。該片於2023年5月正式上映，獲得的評價普遍兩極。

### 真人电影延伸電視卡通影集
2023年6月13日，擔任迪士尼影業總裁的Ayo Davis宣布將在2024年推出以2023年真人電影版為基礎改編的全新《小美人魚》卡通版本，觀眾客群落在學齡前兒童。

## 電影音樂
- Under the sea            -(The Little Mermaid)
- Part of your world       -(The Little Mermaid)
- Poor unfortunate souls   -(The Little Mermaid)
- Kiss the girl            -(The Little Mermaid)
- For a moment             -(The Little Mermaid II)
- Athena's song            -(The Little Mermaid III)
- Shake shake senora       -(The Little Mermaid III)
- I remember               -(The Little Mermaid III)
- 我永远相信 主唱：李心洁，邝美云（粤语）
- I will sing              -(The Little Mermaid III)

## 發行
香港於1990年7月5日上映《小美人魚》，並於1998年2月26日第二度推出上映。《小美人魚》DVD已經分別由年代 、中錄德加拉 、 博偉在中國大陸、臺灣發行，均已經絕版。雙碟的白金典藏版DVD於2006年發行。電影原聲帶由滾石唱片在兩岸發行後，EMI、艾迴分別在中國大陸、臺灣再度發行。2007年中国大陆央视CCTV6电影频道重新对国语版进行配音，并于2008年3月发布由金莎演唱的主题曲《我有我主张》。

## 外部連結
- 官方网站
- 互联网电影数据库（IMDb）上《小美人鱼》的资料（英文）
- 大卡通資料庫上《小美人鱼》的資料（英文）

- Box Office Mojo上《小美人鱼》的資料（英文）
- 爛番茄上《小美人鱼》的資料（英文）